# عرمان
عرمان (به عربی: عرمان) یک منطقهٔ مسکونی در سوریه است که در استان سویدا واقع شده‌است. عرمان ۵٬۷۳۵ نفر جمعیت دارد.